# Joan Esteban
Joan Maria Esteban Marquillas (Barcelona, 1945) es un economista, profesor universitario e investigador español, reconocido por sus trabajos sobre los conflictos sociales.

## Biografía
Formado en Ciencias Económicas en la Universidad de Barcelona (1967), se doctoró en Economía en la Autónoma de la ciudad condal (UAB) (1973) y en Oxford (1988). Comenzó trabajando en el servicio de estudios del desaparecido Banco Urquijo para incorporarse como profesor asistente en la Universidad de Barcelona (1967-1969), después en la Autónoma —profesor asistente (1970-1977); profesor asociado (1977-1983) y profesor universitario (1983-1992)— y profesor asociado en la Universidad Pompeu Fabra (2000-2005). Desde 1992 es investigador en el Instituto de Análisis Económico del CSIC con sede en la UAB.
Miembro del departamento de Economía de la Universidad Autónoma de Barcelona, formó parte del grupo llamado los minnesotos —muchos de ellos alumnos de Luis Ángel Rojo posgraduados en Estados Unidos, varios en Minnesota (de ahí el nombre) o en universidades anglosajonas: Salvador Barberá, Xavier Calsamiglia, Isabel Fradera, Alfredo Pastor y Joaquim Silvestre; en Cataluña el grupo estaba también integrado por Lluís Barbé, Pasqual Maragall, Joan Martínez Alier, Narcís Serra y Josep Maria Vegara—. A todos ellos les unía su formación de posgrado en universidades de prestigio europeas y/o estadounidenses, sus conocimientos de los estudios más recientes en el ámbito económico de las escuelas internacionales, estar convencidos de la necesidad de reestructurar las universidades españolas para abrirse a la formación exterior y acoger, al tiempo, a profesorado de prestigio de otras universidades, tener una mirada más amplia de las materias económicas y el fomento de la abstracción, con especial atención a los estudios matemáticos.
Joan Esteban ha centrado sus trabajos y publicaciones en la conflictividad y la polarización social vista tanto en su origen como en sus efectos económicos, las desigualdades interregionales y sociales en Europa, la viabilidad social del dinero, las diferencias grupales de renta y, junto al hindú Debraj Ray, profesor de la Universidad de Nueva York, ha diseñado un modelo teórico nuevo que trata de demostrar «que las guerras responden a un cálculo», tienen «pautas predecibles» y que «si no hay expectativa de beneficios, no hay conflicto».
Ha sido vicedecano de la Facultad de Ciencias Económicas en el campus de Barcelona (1980-1982), así como director del Instituto de Análisis Económico-CSIC (1989-1991 /2001-2006), miembro del grupo de expertos en economía y ciencias sociales de la Comisión Europea (1992-1993), representante español en el Alto Consejo (1989-1996) y miembro del Consejo de Investigación (1990-1996) de la European University Institute.
Presidente de la Asociación Española de Economía, de la Society for the Study of Economic Inequality (ECINEQ) y miembro del Consejo de la International Economic Association, a lo largo de su trayectoria ha sido reconocido y galardonado con el Premio de Economía de Cataluña (1996) otorgado por la Sociedad Catalana de Economía (Instituto de Estudios Catalanes) y el Premio Rey Jaime I de Economía de la Generalidad Valenciana (2007).

## Publicaciones
Del conjunto de sus publicaciones, destacan:
-- con D. Ray “On the Measurement of Polarization”, Econometrica,  62, 1994, pp 819-852.
-- con D. Ray "Conflict and Distribution” Journal of Economic Theory 87 1999, 379-415.
-- con J-Y Duclos y D. Ray "Polarization: Concepts, Measurement, Estimation”, Econometrica 2004, 72 1737-1772.
-- con D. Ray “Inequality, Lobbying and Resource Allocation”, American Economic Review March 2006, 96 257-279.
-- con D. Ray “On the Salience of Ethnic Conflict”, American Economic Review 2008, 98 2185–2202.
-- con D. Ray “Linking Conflict to Inequality and Polarization”, American Economic Review 2011, 101 1345-1374.
-- con L. Mayoral y D. Ray “Ethnicity and Conflict: Theory and Facts”, Science 2012 336, 858-865.
-- con L. Mayoral y D. Ray “Ethnicity and Conflict: an Empirical Study”, American Economic Review 2012, 102 1310-1342.
-- con F. Albornoz y P. Vanin “Market Distortions and Government Transparency”, the Journal of the European Economic Association, 2014 12, 200-222.
-- con M. Morelli y D. Rohner “Strategic Mass Killings”, Journal of Political Economy 2015, 123, 1087-1132. 